# Palos de la Frontera
La ciutat de Palos de la Frontera és un municipi situat a la província de Huelva. L'any 2020 tenia 11.742 habitants. Té una densitat de 238,17 hab/km².
Des de l'últim terç del segle xx el principal motor econòmic és el cultiu del maduixot, que en gran part s'exporta a la Unió Europea. A més, al terme municipal hi ha una important quantitat de fàbriques i indústries dedicades a activitats com el refinament de petroli per la producció de combustibles, o l'emmagatzemament i regasificació de gas natural liquat.
Si bé hi ha vestigis de poblament a la zona des del Paleolític superior, Palos de la Frontera neix, documentalment parlant, a començaments del segle xiv, quan Alfons XI de Castella la dona a Alonso Carro.
La història d'aquesta ciutat està íntimament lligada a les tasques marítimes i als descobriments geogràfics. És per això que Palos de la Frontera és coneguda com el bressol del Descobriment d'Amèrica (com afirma al seu escut), ja que en aquesta ciutat es va gestar i es va preparar el primer viatge de Cristòfor Colom cap a, com ell creia, les Índies. Van salpar del port d'aquesta ciutat el 3 d'agost de 1492, i el 12 d'octubre del mateix any van arribar a certes illes de l'actual continent americà que, en aquell temps, eren desconegudes pels europeus.
Per això, Palos forma part de la ruta anomenada Lugares Colombinos.

## Geografia
La seva altitud mitjana és d'aproximadament 25 metres sobre el nivell del mar, a una distància d'uns 14 quilòmetres de la capital de província, Huelva, i a pocs quilòmetres de la veïna ciutat de Moguer; l'extensió del terme municipal és de 50 km². Palos de la Frontera està situada al sud-oest de la península Ibèrica, en l'anomenada Tierra Llana de la província de Huelva (la província més occidental de la comunitat andalusa, fronterera amb el sud de Portugal). Palos és a la riba esquerra del riu Tinto, a quatre quilòmetres de la seva desembocadura a l'Atlàntic, en unió amb el riu Odiel, en l'anomenada "Ría de Huelva", les aigües de la qual constitueixen el límit meridional de les 4.873 hectàrees del seu terme municipal.
| Huelva                     | Riu Tinto       | Moguer                  |
| Huelva i Riu Tinto         | Rosa dels vents | Moguer                  |
| Illa Saltés i Punta Umbría | Ria de Huelva   | Almonte i Oceà Atlàntic |

### Relleu
La principal característica geològica de la zona, en general, són els terrenys de l'era terciària, quaternària i recent. El paisatge del terme municipal de Palos està constituït per tres zones característiques diferenciades: campiña, maresmes i costa.
La composició del terreny de la campiña, d'argiles sorrenques i còdols vermellosos pel mantell diluvial quaternari, i situat sobre argiles i calcàries terroses terciàries, fan d'aquesta zona la més adequada per les activitats agrícoles, tot i que desafortunadament no és gaire extensa tenint en compte les dimensions de Palos.
Les maresmes i llacunes ocupen una extensa franja de terreny als límits meridionals del terme municipal i a la riba del riu Tinto; entre aquestes trobem la laguna primera de Palos i la de las madres o l'estero Domingo Rubio. Una de les principals característiques de les maresmes és la biodiversitat que s'hi troba, que va des d'ànecs, corbs marins o polles blaves fins a martinets i bernats pescaires o agrós blaus. Aquestes maresmes són les que semblen confirmar la hipòtesi de diversos autors que el topònim Palos procedeix del llatí palus, que significa "llacuna" o "pantà".
Finalment, a la zona meridional hi ha la costa, que és baixa, sorrenca i rectilínia. De gran extensió, hi trobem les platges de Julián, Morla i Mazagón, i hi desguassen petits rierols des de la Torre de Arenillas i la de l'Oro. És coneguda també com la costa de Castella, ja que és la primera que van dominar els reis castellans a Andalusia.

## Població
Durant els últims quaranta anys els habitants del municipi s'han quadruplicat; l'any 2007, amb 8.529 habitants, va arribar al seu zenit demogràfic.

## Història
Encara que hi ha vestigis de poblament des del Paleolític Superior, així com nombroses llegendes que al·ludeixen al seu passat tartessi, romà, visigot i musulmà, Palos neix a la història el 1322, data en què Alfons XI la dona a Alonso Carro i Berenguela Gómez, la seva dona. D'aquesta manera es va separar del regne almohade de Niebla, al qual encara havia seguit pertanyent després de la seva conquesta a mitjan segle xiii. En aquest moment, com presumiblement ho va ser durant tota la seva història anterior, Palos era un petit nucli de població que subsistia gràcies la pesca litoral, aprofitant les qualitats com a port interior que li oferia el riu Tinto, a l'abric del vent i els atacs dels pirates.

### Els orígens

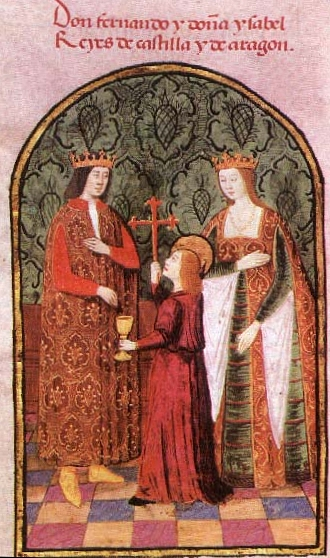
Reis Catòlics. Senyors de la vila de Palos.

Álvar Pérez de Guzmán, que es considera el pare veritable i fundador de la vila de Palos, només tenia catorze anys quan Joan I de Castella, el 1379, li concedeix les viles de Palos i Villalba com a compensació per haver-li arrabassat les localitats de Huelva i Gibraleón per cedir-les a la duquessa de Medinaceli. Álvar Pérez va aconseguir del monarca el privilegi d'eximir de qualsevol impost reial les primeres cinquanta famílies que s'instal·lessin a Palos en resposta a la seva iniciativa de repoblació; va establir amb la seva legislació les bases de l'ordenament jurídic municipal i va dedicar les escasses i poc fèrtils terres del terme de Palos al cultiu de l'olivera i la producció d'oli. Després de la prematura mort de Don Álvar, la seva vídua, Doña Elvira de Ayala, filla del canceller de Castella, va continuar la seva tasca fins que va morir el 1434.
Cadascuna de les filles de Don Álvar i Doña Elvira, que es deien Isabel i Juana, van heretar una meitat de la vila de Palos, que pels seus respectius matrimonis van passar a ser senyorius, una meitat del comte de Miranda i l'altra del comte de Cifuentes. Els Miranda van alienar el 1480 la sisena part del seu senyoriu en favor de Don Enrique de Guzmán, duc de Medina Sidonia i comte de Niebla. Per la seva banda, els Cifuentes van vendre la seva meitat de la vila als Reis Catòlics el juny de 1492, quan es preparava la partida de l'expedició colombina.

### L'època daurada
A mitjan segle xv la vila de Palos va viure un període de desenvolupament demogràfic (2.500 habitants) i econòmic gràcies a les activitats marítimes dels seus homes, que van establir unes pròsperes relacions comercials amb l'Europa mediterrània i nord-atlàntica, basant-se en la pesca i el comerç d'altres productes que obtenien a la zona de Guinea.
L'època daurada de Palos va ser la dècada de 1470-1479, quan la discòrdia successòria entre Joana la Beltraneja i Isabel la Catòlica va provocar una guerra peninsular entre Castella i Portugal. Això va suposar per Palos el suport reial a les seves incursions a la Guinea i, en definitiva, l'oportunitat per disputar als portuguesos, rivals en l'expansió oceànica, les colònies que acabaven d'adquirir. Les principals expedicions navals castellanes contra Portugal i els seus dominis van tenir presència de mariners de Palos, experts en les navegacions atlàntiques, que gràcies a la seva perícia i destacats èxits van aconseguir fama internacional.
| «                                        | ...perquè només els de Palos coneixien d'antic el mar de Guinea, com acostumats [estaven] des del principi de la guerra a combatre amb els portuguesos i a prendre'ls els esclaus adquirits a canvi de vils mercaderies. | » |
| — Alfons de Palència, Crònica d'Enric IV | |   |

Tanmateix, la guerra naval es va acabar amb la derrota dels Reis Catòlics, segellada pel tractat d'Alcaçovas (1479) amb Portugal. La princesa Isabel, filla dels Reis Catòlics, es va casar amb el futur rei portuguès. Confiats en aquesta aliança, i potser esperant la unitat peninsular que suposaria un hereu comú, els reis van cedir en aquest tractat tots els drets sobre mars i terres atlàntiques africanes, llevat de les Canàries, a Portugal. Els mariners de Palos es veien així desposseïts d'unes zones pesqueres i comercials essencials per la seva subsistència. En aquestes circumstàncies, els mariners de Palos de la Frontera van desobeir el pacte dels seus reis amb Portugal en moltes ocasions.

### Palos, bressol del Descobriment d'Amèrica
Palos de la Frontera tradicionalment se l'ha considerat el bressol del descobriment d'Amèrica. El 3 d'agost de 1492 van partir del seu port les caravel·les La Pinta i La Niña i la nau Santa María, amb l'almirall Cristòfor Colom, els germans Pinzón i els mariners de Palos i comarca; viatjaven cap al desconegut, i de fet acabarien trobant-se amb el continent americà.

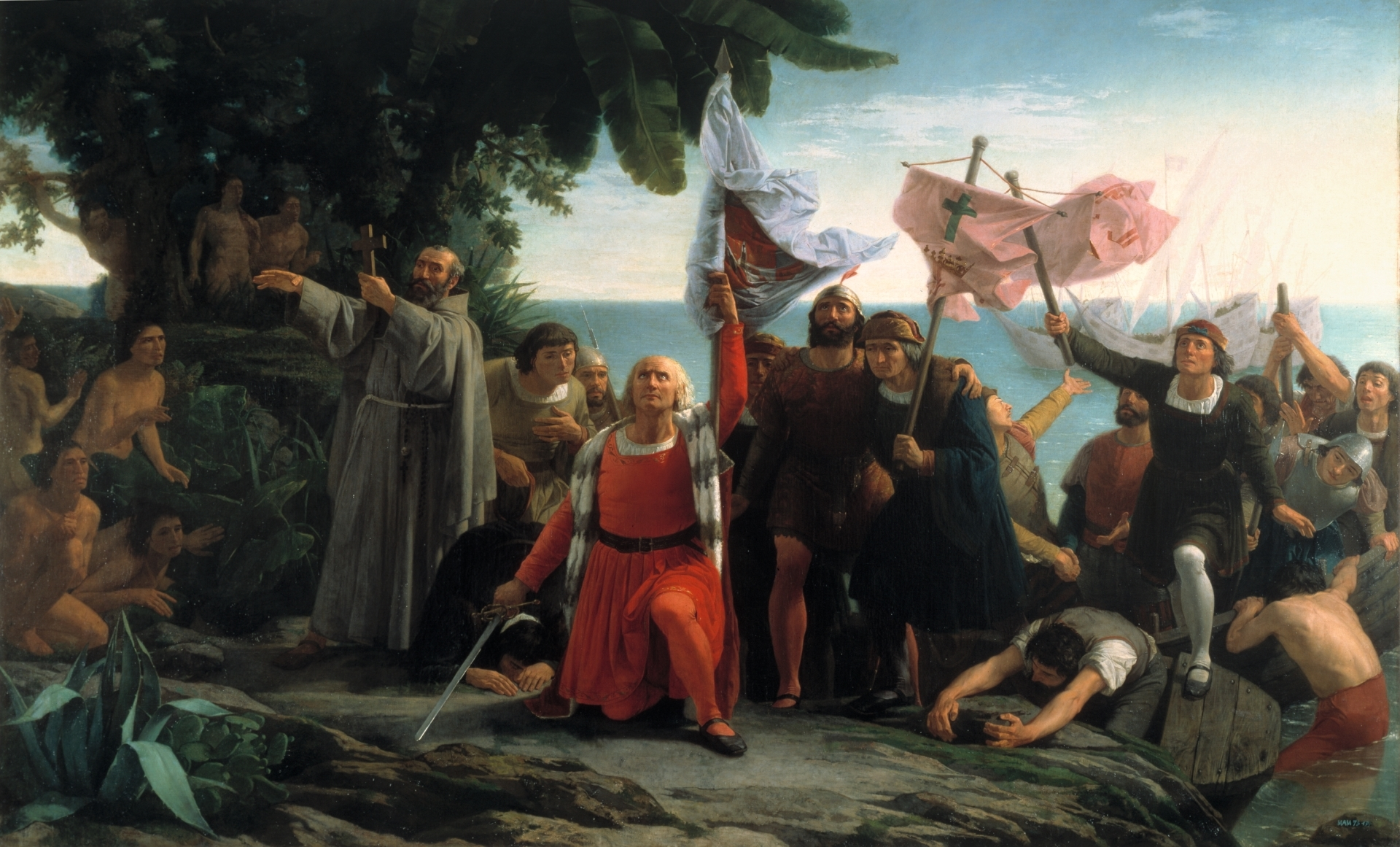
Colom i els germans Pinzón arriben a Amèrica, (Exposición Nacional (1862), Medalla de Primera Clase, Dióscoro Puebla

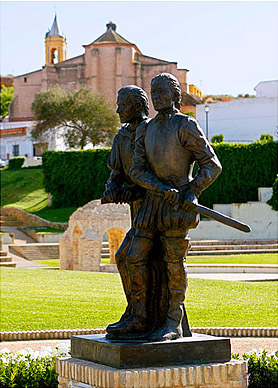
Estàtua dels germans Pinzón a Palos de la Frontera. Al fons s'observa La Fontanilla i l'església de San Jorge Mártir.

Les incursions dels habitants de la vila a Guinea, anteriorment ben vistes pels monarques catòlics a causa de les seves lluites contra la corona de Portugal, es van tornar delictives i objecte de càstig arran del tractat d'Alcaçovas. Una d'aquestes incursions va acabar amb la condemna d'una colla de mariners de Palos a servir la corona durant dos mesos amb dues caravel·les aparellades a la seva costa. El 30 d'abril de 1492, els reis van ordenar que aquestes naus es posessin al servei de Colom. La Corona reduïa així les despeses de l'expedició i hi vinculava els experts mariners de Palos, molt aptes per una empresa de tal envergadura.
Tanmateix, Colom continuava tenint dificultats per reclutar tripulants, entre altres raons perquè les ordenances de Palos prohibien noliejar vaixells a les persones que no tinguessin participació en el senyoriu de la vila. Probablement és per això que a final de juny de 1492 els Reis Catòlics van comprar la meitat de la vila de Palos pertanyent al comte de Cifuentes per 16.400.000 morabatins.
Durant els preparatius del viatge, Colom va trobar hospitalitat, comprensió i suport al monestir de La Rábida. Quan el seu ànim ja defallia, els franciscans van intercedir per ell a la cort i el van posar en contacte amb els mariners de Palos. Els frares coneixien bé l'audàcia i perícia d'aquests navegants, i Colom va trobar entre ells els recursos materials i humans que necessitava, homes hàbils i valerosos que, amb les seves caravel·les, havien navegat moltes vegades per les aigües atlàntiques, solcant rutes fins llavors desconegudes. Eren el tipus d'homes que Colom buscava.
Malgrat que algunes opinions indiquen que la tria de Palos com a punt de partida de l'expedició va ser casual, hi ha moltes dades documentals que demostren que l'elecció no va ser fortuïta.
Així, Palos va ser el bressol del descobriment d'Amèrica i els seus homes van ser col·laboradors de la feta colombina, moment destacat que va portar expectatives de desenvolupament per una Espanya i una Europa en expansió comercial i que assenyala el pas definitiu de l'edat mitjana a la moderna.

### Palos, els franciscans i l'evangelització d'Amèrica
Quan es parla del paper que ha desenvolupat el poble de Palos de la Frontera en la història d'Amèrica, se sol pensar gairebé exclusivament en tot allò relacionat amb la preparació i l'execució del primer viatge colombí. Tanmateix, a poc a poc, la investigació i l'estudi van fent llum sobre múltiples actuacions en què la gent de Palos es mostra com a protagonista destacada en la colonització del Nou Món, sempre pioners, construint els pilars d'una nova societat, d'una nova cultura i participant activament en l'evangelització.
Arran del suport fonamental que fra Antonio de Marchena i fra Juan Pérez van prestar a Cristòfor Colom quan el seu ànim defallia davant de l'adversitat, el convent franciscà de Santa María de La Rábida va seguir atentament l'evolució dels esdeveniments i es va erigir en un dels primers focus de l'evangelització americana. Com és lògic, la influència del convent de La Rábida va propiciar que entre els primers evangelitzadors d'Amèrica destaquessin especialment els franciscans provinents de Palos, com el bisbe fra Juan Izquierdo, fra Juan de Palos, fra Juan Cerrado, fra Pedro Salvador, fra Alonso Vélez de Guevara, fra Juan Quintero, fra Thomás de Narváez i fra Francisco Camacho, que majoritàriament van prendre els hàbits a Mèxic i a Lima.

### El veritable nom de Palos de la Frontera
Etimològicament, el topònim procedeix del mot romà palus ("llacuna"), i de fet es va anomenar únicament Palos fins al 1642, però a mitjan segle xvi els primers cronistes d'Índies, Gonzalo Fernández de Oviedo i Francisco López de Gómara, creient que Palos i Moguer eren només un poble, van crear l'incorrecte Palos de Moguer, que es va estendre ràpidament i va passar a enciclopèdies i manuals d'estudi. Una cosa semblant va passar amb fra Juan Pérez i fra Antonio de Marchena, amb els quals van crear un sol personatge: fra Juan Antonio Pérez de Marchena.
El maig de 1642, el consell de Palos va adoptar el nom de Palos de la Frontera aprofitant que el rebel marquès d'Ayamonte va fer passar les tropes portugueses del Guadiana al Tinto. Així es va posar un "cognom" a Palos que tapava l'afegitó il·legítim que el feia desaparèixer com a poble i l'unia a la més poderosa ciutat veïna.

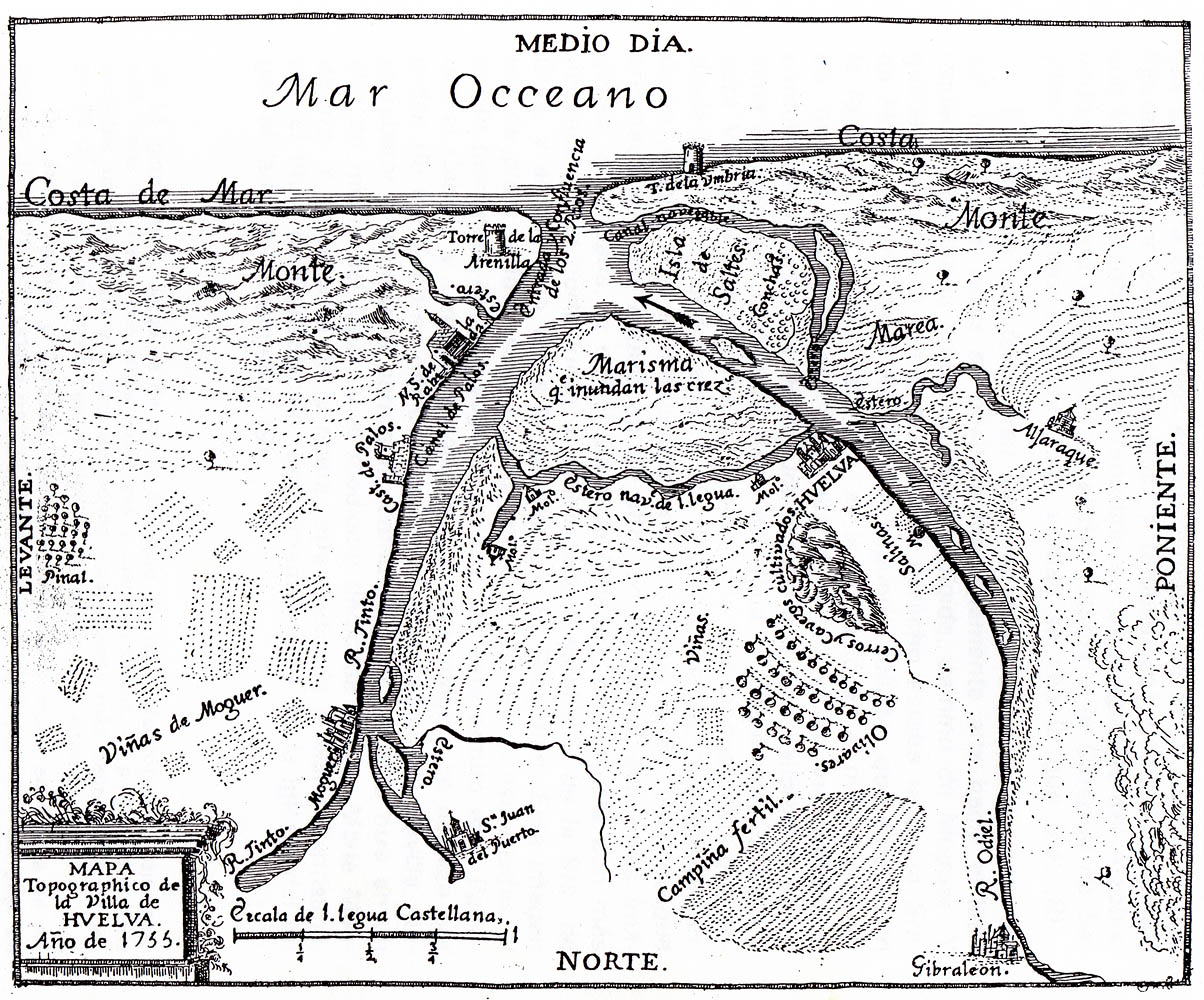
Mapa topogràfic de la zona al

### La decadència i el renaixement
Després de les expedicions colombines, els Reis Catòlics van establir a Sevilla el monopoli del comerç amb les «illes d'Índies», Terra Ferma, les Canàries i Barbaria, i l'any 1503 van crear la Casa de Contractació. Això implicava el tancament al tràfic ultramarí dels ports de la costa andalusa, que així van començar un ràpid declivi econòmic.
L'atracció de les Índies va ser tan important que va absorbir la reduïda població de Palos. Els armadors i mariners més capaços i intrèpids van emigrar a Amèrica o a Sevilla, que monopolitzava el comerç d'Índies. Així, a mitjan segle xvi la marinera vila de Palos es va trobar gairebé sense naus. Els pescadors, per seguir exercint el seu ofici, van haver d'emigrar i llogar-se als vaixells de les viles veïnes. La població havia descendit de manera important, però no obstant això la pressió fiscal es va mantenir, de manera que cada veí havia de pagar més; això va originar un cercle viciós d'emigració i pressió fiscal que va acabar despoblant la vila gairebé completament.
Durant més de tres segles es va subsistir gràcies a una minsa producció agropecuària. Palos, el braç executor del Descobriment, el bressol d'Amèrica, va estar a punt de ser devorada per la seva criatura. A mitjan segle xviii tenia tan sols 125 habitants.

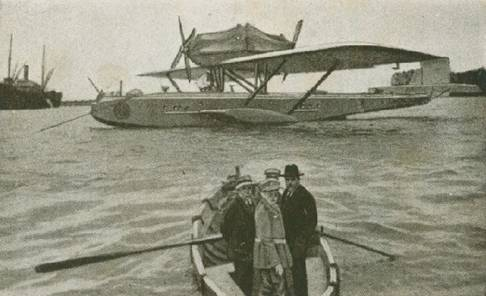
El Plus Ultra al port de Palos de la Frontera abans d'iniciar el vol.

Tanmateix, a la fi d'aquesta mateixa centúria alguns inversors catalans, entre els quals cal destacar Antonio Bueno, es van dedicar a l'explotació vitivinícola de les seves terres, la qual cosa va originar un lent però constant creixement de la població, que tot i així no va arribar a les xifres precolombines fins a mitjans del segle xx.
Des del darrere canvi de segke Palos, poble mariner, ha viscut una reculada d'aquesta activitat, centrada en la captura de marisc, per deixar pas a la indústria, que té un pes important dintre del pol industrial de la província, i a una nova agricultura que ha propiciat el renéixer de les potencialitats del municipi. És una agricultura basada en el regadiu i el cultiu del famós maduixot de Palos (fresón de Palos), que s'exporta a la major part de la Unió Europea.

### De Palos al Plata, el vol delPlus Ultra

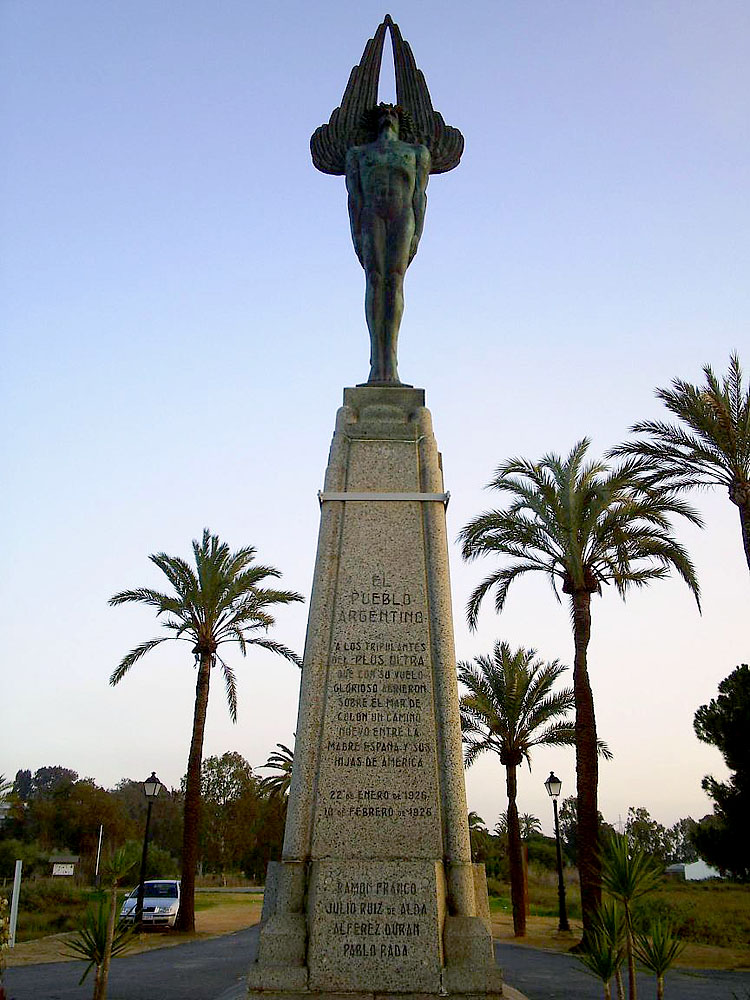
Monument al Plus Ultra, al moll de La Reina, La Rábida.

El 22 de gener de 1926 a les 7.55 hores, sortia del moll de La Calzadilla, elevant-se sobre l'entorn de La Rábida, a Palos, el Plus Ultra, el primer hidroavió que va creuar l'oceà Atlàntic. En commemoració del primer viatge colombí, Palos va ser elegida novament com a inici d'una aventura transoceànica, aquesta vegada en vol.
La tripulació estava formada pel comandant d'infanteria Ramón Franco Bahamonde, comandant del Plus Ultra, de Ferrol (la Corunya); el capità d'artilleria Julio Ruiz de Alda, de Lizarra (Navarra); l'alferes de navili Juan Manuel Durán González, de Jerez de la Frontera (Cadis), i el soldat mecànic Pablo Rada Ustarroz, de Caparroso (Navarra), que van portar fins a les Canàries el fotògraf de Cuatro Vientos, Leopoldo Alonso, perquè filmés l'inici del viatge. L'avió que es va emprar va ser un Dornier Wal, hidroavió alemany fabricat a Itàlia.
La travessia es va fer en set etapes que van culminar a Buenos Aires (Argentina). Alfons XIII va donar el Plus Ultra a l'armada argentina, on va servir com a avió de correu fins que va ser retirat del servei. A canvi, el poble argentí va donar una estàtua d'Ícar que va ser situada al costat del moll de La Reina, a la rodalia de La Rábida.
El famós cantant de tangos Carlos Gardel, va compondre en homenatge al Plus Ultra un tango titulat "La gloria del águila", que diu:
| « | Desde Palos, el águila vuela y a Colón, con su gran carabela, nos recuerda con tal emoción la hazaña que agita todo el corazón. | » |

Alfons XIII va aprofitar la tornada de l'expedició per concedir a Palos el títol de ciutat i al seu Ajuntament el tractament d'Excel·lentíssim, document que ja havia firmat el juliol de l'any anterior; a més, li va atorgar a l'alcalde de la localitat el títol de cavaller cobert, ja que va protagonitzar l'anècdota d'oblidar treure's el barret davant del rei.

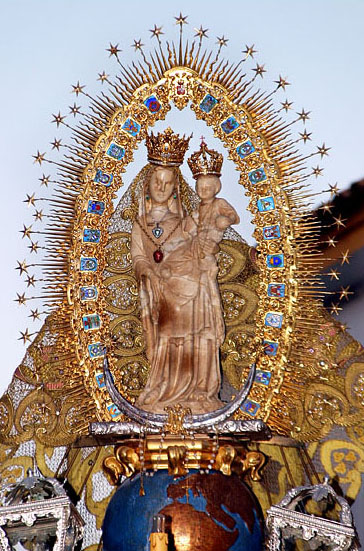
Nuestra Señora de los Milagros
Mare de Déu dels Miracles.

### Joan Pau II a Palos de la Frontera
És de ressenyar el fet històric de la visita del Papa Joan Pau II a Palos de la Frontera, el 14 de juny de 1993, dins del seu recorregut pels Lugares Colombinos i El Rocío amb motiu del V Centenari del Descobriment i Evangelització d'Amèrica. En aquesta primera i fins ara única visita d'un summe pontífex a Palos va ser coronada canònicament la  Virgen de los Milagros, patrona de la ciutat; els padrins de la coronació van ser els reis d'Espanya Joan Carles I i Sofia, representats en la seva filla la infanta Cristina. Es dona la circumstància que aquesta és l'única imatge de la Mare de Déu coronada per Joan Pau II a Espanya.
El Papa, després d'impartir la seva benedicció, va afegir unes paraules improvisades (en castellà en l'original): 
| « | Moltes gràcies per aquesta trobada. És una gran emoció trobar-se al lloc totalment històric on va començar un nou capítol de la història del món, del nostre món, del nou món, de tot el món, del globus terrestre. On va començar també la història de la salvació i l'evangelització del continent americà. Sempre tornen a aquest lloc beneït encomanant-se a la Senyora dels Miracles, a la mare dels homes, a la reina de les Amèriques, tots els nostres germans d'aquí, a Espanya i a l'altra banda del món. Lloat sigui Jesucrist. | » |

## Política municipal
L'Excel·lentíssim Ajuntament de Palos de la Frontera és a la plaça Comandante Ramón Franco Bahamonde, on hi ha dos edificis municipals més encarregats de les gestions polítiques i dels afers de la vila.
L'ajuntament és el màxim organisme municipal i és l'encarregat de regular la vida diària dels ciutadans portant assumptes com la planificació urbanística, la recaptació dels impostos propis, la gestió de la seguretat viària, el manteniment de la via pública i els jardins, l'organització de les festes locals i diversos actes culturals.
L'ajuntament està regit per un equip de govern format per la força o forces polítiques que han obtingut més vots en les eleccions. Els regidors de la corporació municipal són elegits cada quatre anys, mitjançant sufragi universal, pels ciutadans majors de 18 anys. Actualment el consistori està presidit per l'alcalde Carmelo Romero Hernández, del Partit Popular, des de les eleccions municipals de 1995; el cap de l'oposició és Manuel Millán.
La corporació municipal està formada per tretze regidors. En les eleccions municipals de 2007 es van presentar quatre formacions polítiques, de les quals dues, el PP i el PSOE, van obtenir representació. La distribució de regidors a l'ajuntament va ser la següent:
PP: 8 regidors.
PSOE: 5 regidors.
| Període     | Alcalde o alcaldessa     | Partit polític | Data de possessió | Observacions |
| ----------- | ------------------------ | -------------- | ----------------- | ------------ |
| 1979–1983   | Pilar Pulgar Fraile      | Independent    | 19/04/1979        | --           |
| 1983–1987   | Juana Pérez Romero       | PSOE           | 28/05/1983        | --           |
| 1987–1991   | Pilar Pulgar Fraile      | Independent    | 30/06/1987        | --           |
| 1991–1995   | Pilar Pulgar Fraile      | Independent    | 15/06/1991        | --           |
| 1995–1999   | Carmelo Romero Hernández | PP             | 17/06/1995        | --           |
| 1999–2003   | Carmelo Romero Hernández | PP             | 03/07/1999        | --           |
| 2003–2007   | Carmelo Romero Hernández | PP             | 14/06/2003        | --           |
| 2007–2011   | Carmelo Romero Hernández | PP             | 16/06/2007        | --           |
| 2011–2015   | Carmelo Romero Hernández | PP             | 11/06/2011        | --           |
| 2015–2019   | Carmelo Romero Hernández | PP             | 13/06/2015        | --           |
| 2019-2023   | Carmelo Romero Hernández | PP             | 15/06/2019        | --           |
| Des de 2023 | n/d                      | n/d            | 17/06/2023        | --           |

## Monuments i llocs d'interès

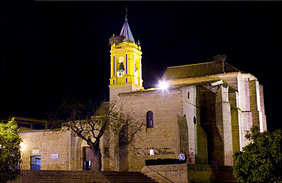
Església de San Jorge.

Entre els monuments de Palos destaquen: 
- L'església de San Jorge Mártir, d'estil gòtic mudèjar, amb una porta mudèjar anomenada de Los Novios. S'hi poden contemplar una imatge en alabastre del segle xiii amb la figura de santa Anna, un retaule de ceràmica toscà del segle xviii uns frescos renaixentistes del segle xvi.[29] A la porta d'aquesta església es va llegir la reial provisió que obligava Diego Rodríguez Prieto i altres companys, veïns de la vila de Palos, a tenir preparades dues caravel·les per partir amb Cristòfor Colom.[12] Aquest edifici va ser declarat monument nacional l'any 1931.[30]

- Castell. Al costat de l'església, en un petit turó, hi ha les restes del castell de Palos, que han estat motiu d'intervencions arqueològiques en diverses ocasions.[31][32]

- La Casa Museu de Martín Alonso Pinzón, on es poden admirar estris de navegació, pintures i mapes relacionats amb la gesta colombina; es pot visitar cada dia en horari de matí.[5]

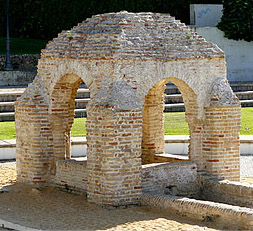
La Fontanilla, a Palos.

- La Fontanilla. Sortint de Palos s'arriba a La Fontanilla, a la qual s'accedia des de la Puerta de los Novios de l'església de San Jorge. Era la font pública de la vila, protegida per un templet quadrangular de maons d'estil mudèjar construït al segle xiii. Al seu costat mateix hi havia l'històric moll del qual va partir l'expedició de Colom, i segons la tradició, s'hi van proveir d'aigua les naus Santa María, La Pinta i La Niña.

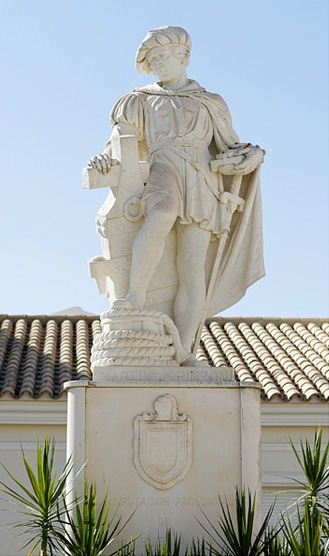
Estàtua de Martín Alonso Pinzón.

- L'estàtua de Martín Alonso Pinzón, capità i armador d'aquesta vila i protagonista del Descobriment.

- La Rábida.

A la carretera cap a Huelva es troba el paratge de La Rábida, un dels racons més bells del municipi, que acull el monestir franciscà del mateix nom, on es va forjar el viatge de Colom i on el navegant va residir durant anys abans de partir cap al Nou Món. Erigit als segles xiv i xv, hi sobresurten pel seu interès artístic l'església gòtica mudèjar, on es poden admirar un Sant Crist i la Mare de Déu dels Miracles (Virgen de los Milagros), del segle xiv, davant de la qual van pregar Colom i els mariners que van dur a terme l'empresa descobridora. També són remarcables les estances decorades amb frescos de Daniel Vázquez Díaz, el claustre i el museu, on es conserven nombrosos objectes commemoratius del Descobriment d'Amèrica. Té 2.000 m² d'extensió i és de planta irregular.

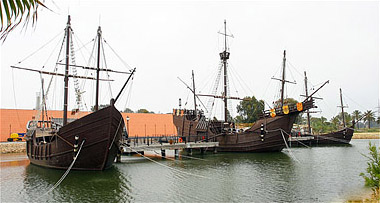
Rèplica de les tres caravel·les al Moll de les Caravel·les de Palos.

 Durant els seus més de 500 anys d'història el monestir ha estat modificat, sobretot arran del terratrèmol de Lisboa de 1755.

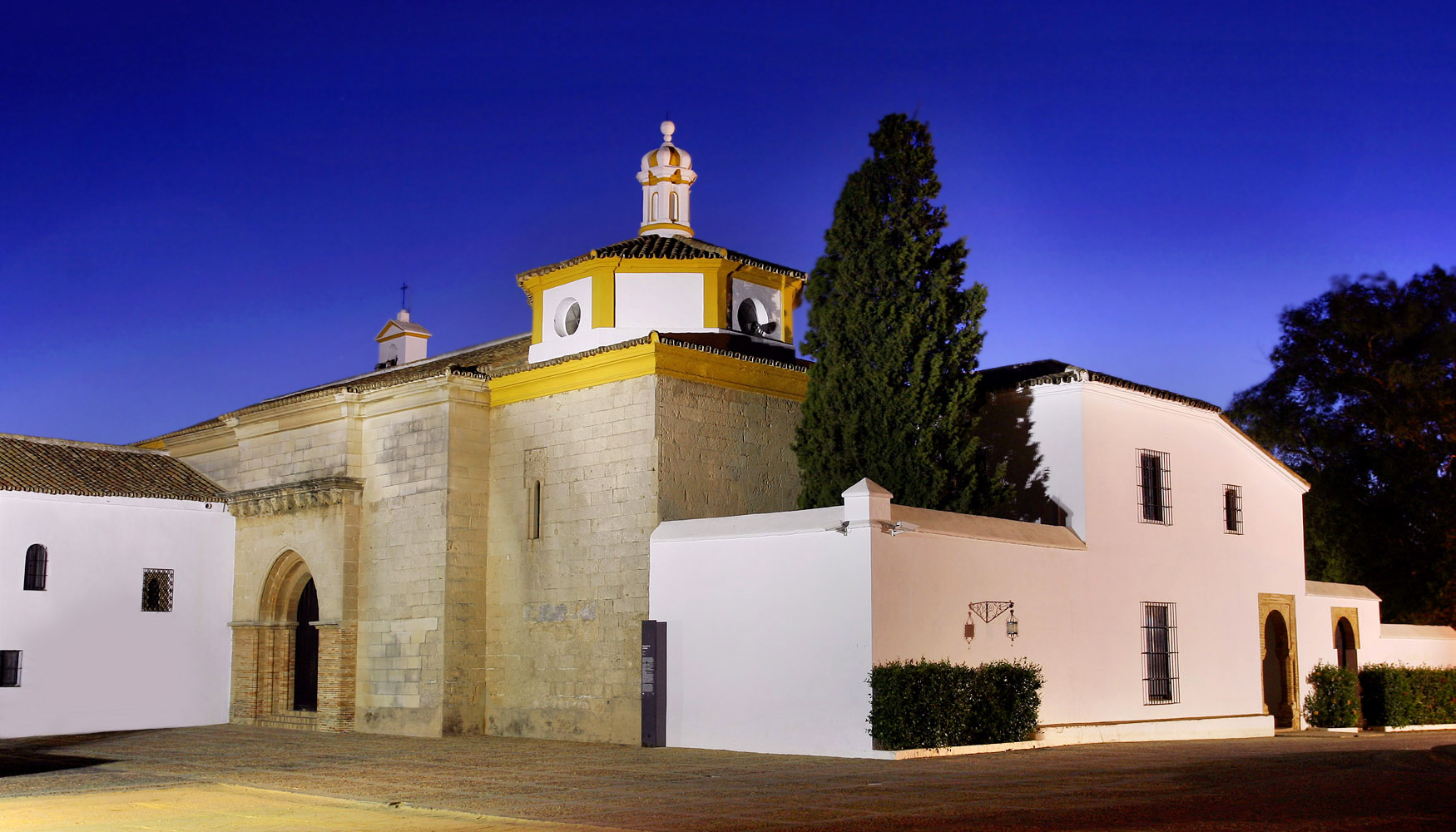
Monestir de La Rábida.

Va ser declarat monument nacional el 1856. Va merèixer, a més, la declaració de Primer Monument Històric dels Pobles Hispànics.
En aquest entorn també es pot visitar el parc botànic José Celestino Mutis, amb espècies autòctones i americanes. A prop es troba el Monument als Descobridors, al qual s'arriba per una avinguda on es mostren tots els escuts dels països iberoamericans, fets en rajola.
També a la rodalia del monestir hi ha la Universitat Internacional d'Andalusia (seu iberoamericana Santa María de la Rábida) i el Foro Iberoamericano, construcció moderna i multiusos que serveix de palau de congressos i de sala de concerts i espectacles.
Davant, el Moll de les Caravel·les és un lloc d'exposició permanent on es pot reviure l'aventura americana i es poden visitar les rèpliques de les caravel·les que van fer la travessia, construïdes per la celebració del V Centenari.
Riu avall es troba el Moll de la Reina, on l'estàtua d'Ícar commemora el primer vol entre Europa i Amèrica, el de l'hidroavió Plus Ultra.
- Mazagón. A la costa es pot visitar la platja de Mazagón, un parador de turisme i el port esportiu, amb unes instal·lacions modernes.

## Fills il·lustres de la ciutat
Els personatges històrics més il·lustres nascuts a Palos de la Frontera estan relacionats amb els descobriments geogràfics en general i amb el descobriment i l'evangelització d'Amèrica en particular. Entre els més coneguts destaquen:

### Germans Pinzón
| - Martín Alonso Pinzón: Capità de la caravel·la La Pinta, líder dels mariners de Palos. Sense la seva intervenció Colom no hauria aconseguit els vaixells i la tripulació que necessitava, i la seva gran experiència com a navegant va ser decisiva en el Descobriment d'Amèrica. - Vicente Yáñez Pinzón: Capità de la caravel·la La Niña. Posteriorment va fer tres viatges més al Nou Món, per compte propi o de la corona. Primer mariner europeu que va navegar per l'hemisferi sud, descobridor del Brasil, explorador del riu Amazones i pioner en els viatges pel golf de Mèxic. Els reis el van nomenar pilot reial, assessor, cavaller, capità general i governador de Puerto Rico. - Francisco Martín Pinzón: Mestre de la caravel·la La Pinta. Va acompanyar el seu germà Vicente Yáñez al Brasil i va morir en el quart viatge de Colom. - Cristóbal Quintero: amo de la caravel·la La Pinta, va participar en el primer i el tercer viatge colombins, i probablement també en el segon. - Diego de Lepe: va sortir del port de Palos el desembre de 1499 i va tornar el setembre de 1500. Segons alguns historiadors, va desembarcar al litoral brasiler el febrer de 1500, i va arribar fins al cap de Consolació, en aquest país, després de Vicente Yáñez. - Antón de Alaminos: Pilot en els viatges de Grijalva i Hernández de Córdoba, va guiar les naus d'Hernán Cortés en l'expedició de conquesta de Mèxic. El navegant més expert d'aquests mars, descobridor del corrent del golf de Mèxic, els seus treballs de cartògraf van ser essencials pels viatges de tornada a Europa. | - Juan Bermúdez: Descobridor de les illes Bermudes. - Juan Rodríguez Mafra: Pilot reial amb gran experiència en viatges al Carib. Va ser pilot de les naus Concepción i San Antonio en el viatge de Magalhães i Elcano, el primer que va fer la volta al món. - Gonzalo Guerrero: Nàufrag a Yucatán, va ser esclau en diverses tribus fins que els seus coneixements militars i la seva adaptació a la cultura maia el van portar a ser nacom, màxim cap dels guerrers. Es va casar amb la princesa de la seva tribu i va lluitar bravament contra els castellans durant molts anys fins a la seva mort, per la qual cosa els espanyols el van anomenar el Renegado. - Fray Juan de Palos: Va ser un dels dotze missioners anomenats Apòstols d'Amèrica. Va fer una gran feina d'evangelització en terres mexicanes i va morir martiritzat a Florida. - Bisbe Juan Izquierdo: Gran organitzador de l'Església i de l'evangelització a Yucatán, on també va fer una important tasca educadora. Va acabar la catedral de Mérida (Mèxic), dins la qual està enterrat. - Garcí Fernández: físic o metge de Palos a la darreria del segle xv. Va ser el científic del projecte colombí. Els investigadors del descobriment d'Amèrica donen un gran crèdit als seus testimonis. |

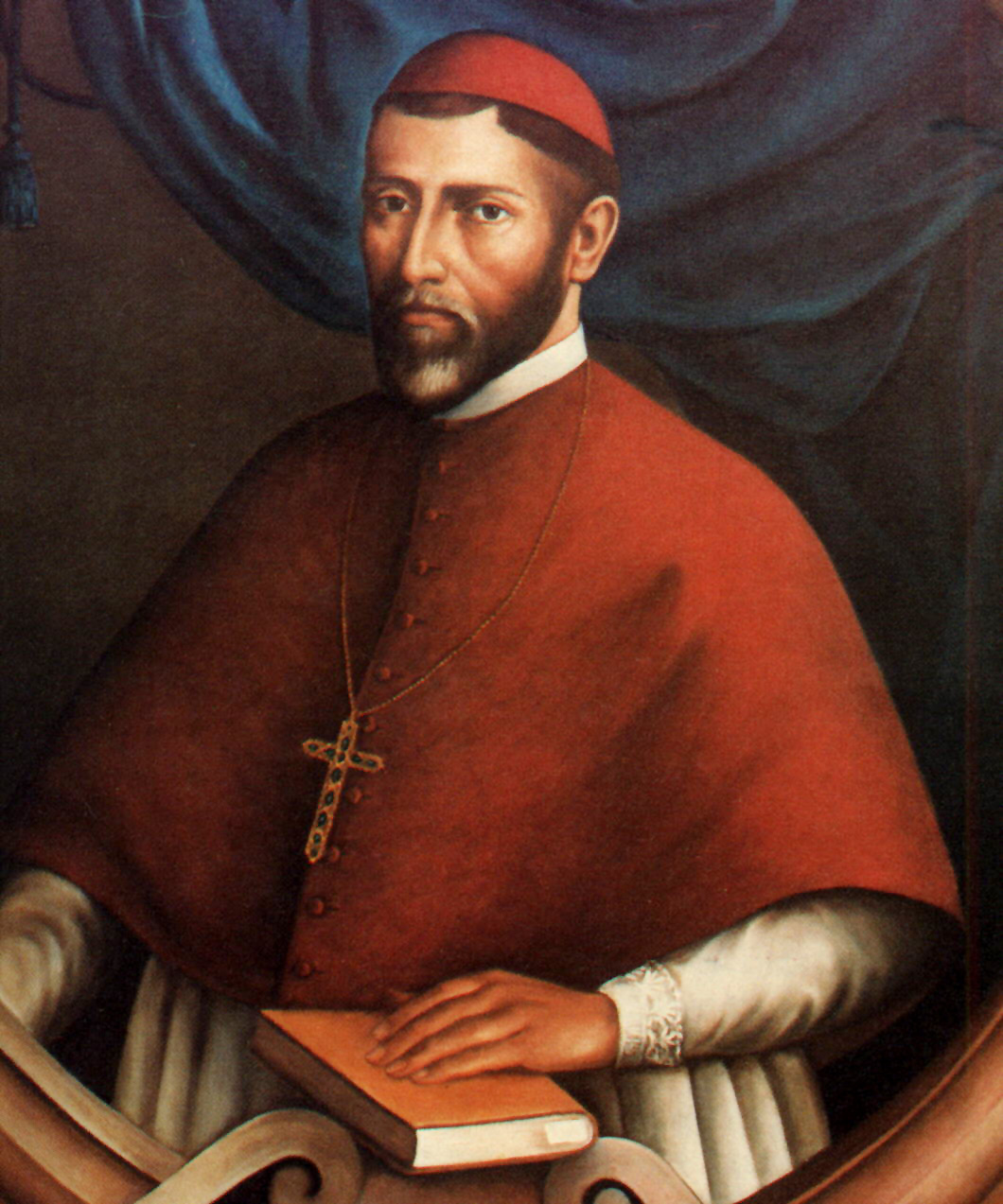
Juan Izquierdo, natural de Palos, bisbe del Yucatán.

## Gastronomia

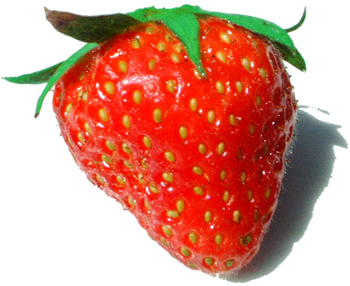
Un maduixot.

La ubicació geogràfica de Palos de la Frontera li permet produir productes d'alta qualitat tan diversos com el marisc (gambes blanques, llagostins o escamarlans) i el pernil salat ibèric, a més d'una gran gamma de vins del comtat de Huelva. Com a plats típics, sobresurten els elaborats amb peixos: els verats amb tomàquet o els chocos (sípia) amb patates. També és notable la seva pastisseria, en la qual destaquen els hornazos d'ametlla i poncem.
El producte més rellevant de la zona, però, és el maduixot de Palos (fresón de Palos, en castellà), que en les últimes dècades s'ha convertit en el motor econòmic de la localitat i del qual depèn, directament o indirectament, una gran part de la població. Encara que el nom Fresón de Palos és la marca comercial creada per una de les cooperatives locals, en l'actualitat és la denominació amb què es coneix el producte, que s'exporta a gran part de la Comunitat Europea, fora de les seves fronteres.

## Cultura i tradicions
- Festes patronals de San Jorge Mártir, el dia 23 d'abril.

- El 15 d'agost, se celebren les festes a la Virgen de los Milagros, patrona de la vila, i l'últim cap de setmana d'agost se celebra el romiatge en el seu honor.

- Es commemoren les efemèrides de la sortida de les caravel·les, el 3 d'agost; el retorn de les caravel·les, el 15 de març, i la sortida de l'hidroavió Plus Ultra, el 22 de gener.

- Des de fa uns quants anys, el 15 de març (dia local de Martín Alonso Pinzón) se celebra la Fira Medieval del Descobriment, que converteix la localitat en una vila típica del segle xv. Aquesta fira se sol celebrar el cap de setmana anterior o posterior al 15 de març.

- Durant els mesos de juliol i agost, la Diputació Provincial programa activitats culturals al Foro Iberoamericano: concerts, dansa, teatre, òpera, etcètera.

## Ciutats agermanades
Palos de la Frontera està agermanada amb les ciutats següents:
- Ancud,  Xile
- Assís,  Itàlia
- Baiona (Galícia),  Espanya
- Cabo de Santo Agostinho,  Brasil
- Columbus,  Estats Units
- Lagos,  Portugal
- Latina,  Itàlia
- Los Palos,  Cuba
- Ofunato,  Japó
- Santa Fe (Granada),  Espanya
- San Sebastián de la Gomera (Santa Cruz de Tenerife),  Espanya
- Santoña (Cantàbria),  Espanya
- San Juan del Puerto (Huelva),  Espanya
- Sanlúcar de Barrameda (Cadis),  Espanya
- Santiago de Cali,  Colòmbia
- Santiago de Xile i illa de Chiloé,  Xile
- Sonsonate,  El Salvador
- Soyaux,  França